# Dasineura umbrosa
Dasineura umbrosa är en tvåvingeart som först beskrevs av Jean-Jacques Kieffer 1909.  Dasineura umbrosa ingår i släktet Dasineura och familjen gallmyggor.
Artens utbredningsområde är Österrike. Inga underarter finns listade i Catalogue of Life.